# Акція смерті
Акція смерті (англ. Lethal Tender) — канадський бойовик 1997 року.

## Сюжет
Група терористів, захопивши в заручники весь персонал станції по очищенню води, погрожують забруднити весь запас питної води міста. Проте, це насправді прикриття пограбування. Через проломи у стінах тунелів терористи викрадають зі сховища державні облігації на суму 400 млн доларів. У боротьбу з ними вступає поліцейський Чейз — охоронець станції.

## У ролях
- Джефф Фейгі — детектив Девід Чейз
- Кім Коутс — Монтессі
- Керрі-Енн Мосс — Мелісса Вілкінс
- Гері Б'юзі — містер Тернер
- Денніс Акаяма — детектив Пітер «Плейдо» Ота
- Девід Муччі — Воллі
- Девід Фрейзер — Ед Вільямс
- Мартін Роуч — Семмі
- Джонатан Поттс — Поджо
- Керін Двайєр — Спаркі
- Кріс Піклі — Банджо
- Лінда Барнетт — Ліззі, (екскурсовод)
- Кріс Джіллетт — лейтенант Роджерс
- Білл Лейк — лейтенант Вілсон
- Емілі Робертс — Сара
- Йен Дауні — дід Сари
- Ейлін Сворд — бабуся Сари
- Шейн Дейлі — спецназівець 1
- Джон Стоунхем мол. — спецназівець 2
- Марк Гайсмен — інженер студент
- Джеймс Бінклі — технік
- Руфус Кроуфорд — поліцейський 1
- Джон Стоунгем ст. — охоронець 1
- Ерік Брайсон — охоронець 2